# Die Burger

Die Burger (Le Citoyen en afrikaans) est un quotidien national sud-africain en langue afrikaans, publié au Cap par le groupe de presse Naspers et principalement diffusé dans les provinces du Cap-Occidental et du Cap-Oriental. En 2005, Die Burger comptait quotidiennement près de 110 000 lecteurs. Plus vieux journal sud-africain en langue afrikaans, c'est un journal conservateur dont le lectorat est resté majoritairement blanc. 

## Historique
En décembre 1914, un groupe de 16 intellectuels Afrikaners décidèrent à Stellenbosch de fonder un quotidien national à destination du peuple de langue Afrikaans. Financé par Jannie et Christiaan Marais à travers un nouveau groupe de presse baptisé de Nasionale Pers, le journal intitulé De Burger est publié pour la première fois le 26 juillet 1915. Son rédacteur en chef et éditorialiste est alors le pasteur Daniel François Malan.  
Le journal est d'abord publié en langue néerlandaise mais dès 1916 apparaissent les premiers articles en afrikaans et en 1921, le titre du quotidien est afrikanerisé en Die Burger.  
Journal nationaliste afrikaner, il est longtemps proche du parti national d'autant plus que celui-ci est dirigé par Daniel François Malan à partir de 1935. Die Burger soutient par la suite la mise en place de la politique d'apartheid durant toute la seconde moitié du XXe siècle, ce qui lui vaut alors d'être considéré comme l'organe de presse du parti national. Il soutiendra la ligne réformiste choisie par Frederik de Klerk en 1990, en dépit de son lectorat conservateur tout en coupant les derniers ponts le liant au parti national. 
En 1999, le journal se dote d'un nouveau rédacteur en chef, Arrie Rossouw, connu pour ses orientations progressistes. En 2006, Henry Jeffreys devient le premier rédacteur en chef de couleur coloured du journal.

## Liste des rédacteurs en chef
- D.F. Malan (1915-24)
- Albertus Geyer (1924-45)
- Phil Weber (1945-54)
- Piet Cillié (1954-77)
- Wiets Beukes (1977-90)
- Ebbe Dommisse (1990-2000)
- Arrie Rossouw (2000-06)
- Henry Jeffreys (2006-10)
- Bun Booyens (2010-2016)
- Willem Jordaan (2016-)

## Contributeurs
- Hermann Giliomee
- Theo Gerdener
- Gideon Joubert